# 洪一茜
洪 一茜（ホン・イルチョン、朝鮮語: 홍일천、1947年-）は、北朝鮮の最高指導者であった金正日の最初の夫人である。1966年に正式結婚、1969年に離婚した。

## 人物・生涯
- 金日成総合大学・露西亜文学科卒業。
- 父は兵士であったが、朝鮮戦争で戦死した。
- 金日成主席が正日に紹介したことがでキッカケで1966年に結婚し、一女である金恵敬(現在の最高指導者・金正恩の長姉)をもうけた[注釈 1]。
- 1969年に離婚した後、1977年から1991年までに最高人民会議のメンバーを務めていた。
- 議会から退いた後には、1991年9月に金亨稷師範大学の学長に任命されたが、2012年6月に、70代を目前にして退任した[1]。